# Judith Tuluka
Judith Suminwa Tuluka (19 oktober 1967) is een Congolese politica die op 1 april 2024 door president Félix Tshisekedi werd genomineerd voor de functie van premier van Congo-Kinshasa, de eerste vrouw in deze positie. Ze blijft premier-designaat totdat haar regering wordt goedgekeurd door de Nationale Vergadering. Voorafgaand aan haar nominatie als premier werd ze op 24 maart 2023 benoemd tot minister van Planning in de regering van premier Sama Lukonde. 

## Achtergrond
Suminwa behaalde een masterdiploma in toegepaste economie aan de Université libre de Bruxelles en een diploma van aanvullende studies in Werk in ontwikkelingslanden. Ze werkte in de banksector voordat ze zich bij VN-agentschappen voegde, waaronder het Ontwikkelingsprogramma van de Verenigde Naties, waar ze nationaal expert was in een project ter ondersteuning van de gemeenschap in het oosten van het land. Daarna werkte ze op het Ministerie van Begroting voordat ze plaatsvervangend coördinator werd van de Raad voor Strategische Observatie van de President (CPVS). 
Antoine Gizenga · 
Adolphe Muzito · 
Louis Alphonse Koyagialo · 
Matata Ponyo Mapon · 
Samy Badibanga · 
Bruno Tshibala · 
Sylvestre Ilunga ·
Sama Lukonde ·
Judith Tuluka